# Гудзонов пролив
Гудзо́нов проли́в (устар. Гудсонов пролив; англ. Hudson Strait, фр. détroit d'Hudson) — пролив между полуостровом Унгава (Квебек, Канада) и островом Баффинова Земля, соединяющий море Лабрадор с внутренними заливами — Гудзоновым и Фокс.

## География и гидрография
Общее направление пролива — с северо-запада на юго-восток. Международная гидрографическая организация (IHO) определяет пределы Гудзонова пролива следующим образом: на западе — линия от мыса Нувук до мыса Лейсон, оттуда по восточному берегу острова Саутгемптон до мыса Сихорс, оттуда линия до мыса Ллойд (64°25' с. ш. 78°07' з. д.) Баффиновой Земли; на севере — южный берег Баффиновой Земли между мысом Ллойд и скалой Ист-Блафф; на востоке — линия от Ист-Блафф (южная оконечность Баффиновой Земли — 61°53' с. ш. 65°57' з. д.) до мыса Меридиан, оттуда линия пересекающая западную оконечность острова Резольюшен через его юго-западный берег до мыса Хаттон, оттуда линия до мыса Чидли, Лабрадор (60°24' с. ш. 64°26' з. д.); на юге — побережье между мысами Чидли и Нувук. Проливы Гэбриел и Аннаполис севернее острова Резольюшен соединяют Гудзонов пролив на востоке с заливом Фробишер, вдающимся в юго-восточное побережье Баффиновой Земли. В юго-восточной части пролива, между мысами Чидли и Хоупс-Адванс, в континент вдаётся крупный залив Унгава.
Длина около 800 км (Большая российская энциклопедия сообщает о 806 км). Оценки ширины пролива различаются: 65—240 км в Британской энциклопедии, 115—407 км в Большой российской энциклопедии. Справочник «Внутренние моря Канады» определяет среднюю ширину залива в 150 км, а самую узкую его часть — у восточного входа — в 70 км. Общая площадь Гудзонова пролива вместе с заливом Унгава — 188 тыс. км². На протяжении большей части пролива к западу от мыса Хоупс-Адванс глубины колеблются от 300 до 400 м, на большей площади залива Унгава не превышают 150 м, однако к северу от залива Унгава, недалеко от восточного входа в пролив, увеличиваются, приближаясь к километру. Британская энциклопедия сообщает о максимальной глубине 942 м, Большая российская энциклопедия — о глубине на фарватере 988 м.
В проливе насчитывается три основных течения: на северо-запад вдоль побережья Баффиновой Земли, на юго-восток вдоль побережья Квебека (из Гудзонова залива и залива Фокс в сторону моря Лабрадор, куда впадает у мыса Чидли) и на юг поперёк пролива в его восточной части (продолжение южного течения, проходящего вдоль восточного берега Баффиновой Земли).
В свободные ото льда месяцы солёность поверхностных слоёв воды у южного берега пролива колеблется между 29 ‰ и 32 ‰ (при температурах от 0 °C до 5 °C), во время таяния льдов солёность может значительно уменьшаться. Вдоль северного берега солёность составляет от 32 ‰ до 33 ‰ при температурах от 0 °C до 2 °C. Солёность несколько повышается с глубиной, однако температура ведёт себя по-разному в западной и восточной частях пролива. Если на западе слои на глубине более 200 м состоят из полярных вод, то на востоке на глубинах от 200 до 400 м расположен слой атлантической воды, более тёплой, чем у поверхности.
У западного входа в залив располагаются острова Милл, Солсбери и Ноттингем, у восточного — острова Резольюшен и Эджелл. В самом проливе расположен ещё ряд островов. По состоянию на 2012 год все острова в Гудзоновом проливе необитаемы.
Климат в районе пролива в основном определяется воздушными массами, формирующимися над островами Канадского арктического архипелага к северу от него. Зимой климат более сухой и может характеризоваться как арктический континентальный; весной и летом господствуют более тёплые и влажные воздушные массы, сухой воздух частично вытесняется воздушными потоками со стороны моря Лабрадор и Гудзонова залива на юге. Атмосферное давление, испытывающее воздействие мощного постоянного циклона над восточной частью Девисова пролива, как правило пониженное, в особенности зимой. Преобладающие ветры — северные и северо-западные. Среднегодовая температура варьирует от −6 °C над островом Резольюшен до −9 °C над островом Ноттингем, среднемесячные температуры лишь с июня по сентябрь поднимаются выше нуля. Перепад между зимними и летними температурами в районе острова Резольюшен 22, в районе острова Ноттингем — 30 градусов.
Морской лёд начинает поступать в Гудзонов залив в октябре — начале ноября с запада со стороны пролива Фокс. Припай, образующийся вдоль побережья залива Унгава и южного берега Баффиновой Земли, достигает к середине мая ширины в несколько километров и толщины 110—160 см. В остальной части пролив на протяжении 8 месяцев в году покрыт дрейфующими льдами, но никогда не замерзает полностью, и открытая вода способствует более высокой температуре воздуха, влажности и обилию осадков. Канадская энциклопедия называет остров Резольюшен, где туман стоит в среднем каждый второй день, одним из самых туманных мест в мире. Климатологические исследования показывают, что в последние десятилетия ледовый сезон в Гудзоновом проливе укорачивается. За период измерений с 1979 по 2013 год продолжительность периода навигации увеличивалась в среднем на 6 дней за десять лет.
Встречающиеся в Гудзоновом проливе айсберги в основном откалываются от ледниковой шапки на западе Гренландии и поступают в пролив через Баффинов залив у острова Резольюшен. После этого они дрейфуют в северо-западном направлении вдоль берега Баффиновой Земли. Затем большинство из них пересекает пролив в направлении побережья Квебека не доходя до острова Биг и уходит из него с морскими течениями мимо мыса Чидли, но некоторые продолжают свой путь на северо-запад вплоть до острова Ноттингем.

## История
Предполагается, что Гудзонов пролив был известен уже скандинавским мореплавателям. Возможно также, что у входа в него проходил в 1509 году Себастьян Кабот. Английский навигатор Мартин Фробишер был первым европейцем, сообщившим о входе в пролив в 1578 году при поиске Северо-Западного прохода. В своих предыдущих экспедициях он открыл залив, впоследствии названный его именем, который считал началом морского прохода в Китай, и в 1578 году поначалу принял новый пролив за те же воды. Осознав свою ошибку, он назвал новый водный путь Ошибочным проливом (англ. Mistaken Strait).
Джон Дейвис прошёл у восточного входа в пролив в 1587 году, назвав приливный разрыв перед широким водным пространством на западе «Яростным перепадом» (англ. Furious Overfall). Первым европейцем, который исследовал пролив, был Джордж Уэймут, который в 1602 году, по собственным словам, преодолел 300 морских миль вглубь пролива за «Яростным перепадом».
Своё современное название пролив получил в честь Генри Гудзона, который прошёл по нему до будущего Гудзонова залива и далее на юг до залива, впоследствии получившего имя Джеймс, где зимовал в 1610/1611 годах. В 1612 году за ним последовал Томас Баттон, а более детальная картографическая экспедиция под руководством Роберта Байлота и Уильяма Баффина исследовала северный берег пролива в 1615 году, дойдя по нему до пролива Фокс. В 1619 году проливом прошёл датский мореплаватель Йенс Мунк, давший ему имя Фретум-Кристиан.

## Хозяйственное значение
С 1670 года на протяжении трёх веков Гудзонов пролив представлял собой основной морской путь для судов Компании Гудзонова залива, осуществлявшей торговлю мехами.
В XXI веке Гудзонов пролив связывает северные морские порты Манитобы и Онтарио с Атлантическим океаном.
Навигация в проливе возможна только во время позднего лета и ранней осени, но ледоколы делают проход возможным в течение года.